# Алиева, Тамара Шугаиповна
Тама́ра Шугаи́повна Али́ева (18 сентября 1924, Старые Атаги, Чеченская автономная область — май 1987, Грозный) — советская и российская чеченская актриса, певица, эстрадная танцовщица, конферансье, кукловод, Народная артистка Чечено-Ингушской АССР (1960), Заслуженная артистка РСФСР (22.6.1978).

## Биография
Родилась 18 сентября 1924 года в Старых Атагах. В 1938 году начала работать актрисой Чечено-Ингушского драматического театра. Вскоре ей начали доверять главные роли в спектаклях: «Бэла» по роману М. Ю. Лермонтова «Герой нашего времени», который поставила Н. Алибегова; «Любовь Яровая» К. Тренёва и другие. Тогда же она вышла замуж за Заслуженного артиста Чечено-Ингушетии Яраги Зубайраева.
В день начала Великой Отечественной войны театр находился на гастролях в Ведено. Большинство актёров-мужчин прямо из Ведено добровольцами ушли на фронт. Среди них были Заслуженные артисты Чечено-Ингушетии Исмаил Ибрагимов, Усман Горчханов, Усман Алхазов, режиссёр Сайд-Ахмад Алхазов, художник М. Магомаев, Абухажи Туликов и многие другие. Вернулись с фронта живыми только трое: С. Гандаев, Х. Бекмурзаев, Х. Шаипов.
Артисты, которые по молодости или состоянию здоровья не могли воевать на фронте, создали агитационную концертную бригаду и стали давать представления перед бойцами Красной Армии. Актёры объездили, и не раз, все фронтовые соединения Северного Кавказа.
Солдатам показывали спектакли «Олеко Дундич» и «Адин Сурхо», литературно-музыкальные композиции. Были собраны деньги на постройку танка, которому дали имя театра. За активную работу были награждены почётными грамотами Верховного Совета Чечено-Ингушской АССР особо отличившиеся в эти годы актёры: Ваха Татаев, Абдул-Хамид Хамидов, Яраги Зубайраев, А. Садыков, М. Баздаев, В. Дакашев, У. Димаев, А. Иримов, М. Эсамбаев, А. Ибрагимова, Е. Ганукаева, Асет Исаева и Тамара Алиева. Через две недели после награждения началась депортация чеченцев и ингушей.
В годы депортации они с мужем потеряли друг друга. Когда же, наконец, Алиева нашла его, он был женат на другой. Позже она ещё раз выходила замуж, родила сына во втором браке, но брак продлился недолго. Работала в Чеченском театре юного зрителя. В 1946—1952 годах выступала как певица, танцовщица, конферансье.
После возвращения из депортации в 1958 году возобновила работу в Чечено-Ингушском драматическом театре. Одной из первых её ролей в этот период была роль возлюбленной главного героя Селимы в спектакле по пьесе Халида Ошаева «Асланбек Шерипов». Затем последовали роль Петимат в одноимённом спектакле по пьесе Саида Бадуева, главная роль в спектакле «Совдат и Дауд» по одноимённой пьесе Абдул-Хамида Хамидова (постановщик Гарун Батукаев) и целый ряд других ролей, каждая из которых становилась явлением в чеченской культуре.
В Чечено-Ингушском театре ставили пьесы авторов республик Северного Кавказа. Это пьеса «Женихи» осетинского драматурга А. Токаева, «Путь Султана» балкарского драматурга Г. Баташова, «Свадьба Кайсара» дагестанского драматурга А. Курбанова (режиссёр Гарун Батукаев) и другие. Были и пьесы чеченских авторов: «В одном ауле» Магомеда Мусаева, «Самые дорогие» Нурдина Музаева…
Были в репертуаре театра пьесы иностранных авторов (роман американского писателя Питера Абрахамса «Тропою грома» в инсценировке К. Мюфке), русская (Николай Гоголь, Антон Чехов, Александр Островский, Александр Сухово-Кобылин) и зарубежная (Уильям Шекспир, Гарсиа Лорка, Пьер Корнель) классика.
Режиссёр, актёры сумели донести до зрителя главную мысль пьесы Сухово-Кобылина: в мире Варравиных и Тарелкиных, где гнетёт сильный слабого, объедает сытый голодного, обирает богатый бедного, нельзя человеку оставаться равнодушным. Ибо не может быть счастья без активной борьбы с любым проявлением социальной несправедливости
— писала газета «Грозненский рабочий» после премьеры спектакля «Дело» по одноимённому произведению Сухово-Кобылина.
1 мая 1965 года триумфально прошла премьера знаменитого спектакля «Бож-Али». Тамара Алиева играла в нём жену главного героя — Зулай. С первого же выхода на сцену она очаровывала зрителей. Она играла чеченку, труженицу, полновластную хозяйку домашнего очага — весёлую, остроумную, с твёрдым и решительным характером.
Удачей спектакля можно назвать и образ передовой доярки Зулай, жены Бож-Али. Зулай в исполнении артистки Т. Алиевой умна, обаятельна, весела. Она хороша собой, добра, любит своего бестолкового мужа, несмотря на его недостатки,
— писал К. Кривицкий в журнале «Театр» (№ 11, 1965 год).
Алиева сыграла около ста ролей на сцене Чечено-Ингушского драматического театра.

## Семья
- Муж — Народный артист РСФСР, ведущий актёр театра им. Х. Нурадилова Яраги Зубайраев;
- Дядя — генерал Эрисхан Алиев.
- Сын — Беслан, актёр Чечено-Ингушского театра кукол

## Работы в театре
- Тамро («Храбрый Кикила», Нахуцришвили и Гамрекели);
- Люсильда («Лекарь поневоле», Мольер);
- Клариче («Слуга двух господ», Карло Гольдони);
- Совдат («Совдат и Дауд», Абдул-Хамид Хамидов);
- Мирандолина («Хозяйка гостиницы», Гольдони);
- Фаризат («Муж моей жены», Хугаев).

## Фильмография
- Горская новелла — Дагмара.